# 서파푸아의 국장

서파푸아의 문장

서파푸아의 옛 문장

서파푸아의 국장은 서파푸아 공화국을 선포한 독립운동가가 기존의 뉴기니 의회에서 서뉴기니의 상징으로 제정한 네덜란드령 뉴기니의 문장을 개정한 국장이다.

## 같이 보기
- 서뉴기니
- 서파푸아 공화국
- 네덜란드령 뉴기니의 문장
- 아침별기